# Семсис, Димитриос
Дими́триос Семсис (Салоникиос) (греч. Δημητρης Σεμσης-Σαλονικιος, 1883—1950) — «лучшая скрипка Балкан», греческий музыкант и композитор музыкального течения ребетика.

## Биография
Димитриос Семсис родился в городе Струмица в 1883 году. Семья переехала в Салоники, где он и вырос. По этой причине впоследствии за ним закрепился псевдоним Салоникиос, то есть «салоникиец». Играть на скрипке Семсис начал в десятилетнем возрасте. В начале XX века он примкнул к музыкальной труппе, которая гастролировала по всем Балканам. Позже, с другими оркестрами он играл в Турции, Сирии, Египте, Судане. В 1920 г. Семсис поселился в Смирне (ныне Измир), где познакомился с музыкантами и композиторами Смирнской школы. В сентябре 1922 г. Семсис стал одним из миллиона греческих беженцев из Смирны и Ионии, нашедших убежище в Греции. В конце 20-х гг. Семсис становится директором фонографических записей фирм HMV и Columbia. На этой должности, которая обеспечила ему большое влияние, он оставался с 1930 по 1940 гг. В 30-х годах Семсис производит много записей с известной певицей Розой Эскенази и часто сопровождает её на выступлениях в тавернах. Семсис написал ряд песен в народном стиле и в музыкальном стиле ребетико. Из существующих фонографических записей следует, что Семсис был самым ярким скрипачом в стилях ребетико и смирнская песня. Он записал несколько сотен песен, многие из которых переизданы в последние годы. Умер Семсис в Афинах 13 января 1950 г.
В своем интервью в 1972 году Роза Эскенази заявила, что Семсис был лучшим скрипачом в мире.